# Ogończyk Taczanowskiego
Ogończyk Taczanowskiego (Synallaxis maranonica) – gatunek małego ptaka z rodziny garncarzowatych (Furnariidae). Występuje w północno-zachodniej części Ameryki Południowej – w Peru i Ekwadorze. Według czerwonej księgi gatunków zagrożonych IUCN ogończyk Taczanowskiego jest gatunkiem krytycznie zagrożonym.

## Systematyka
Gatunek został po raz pierwszy opisany przez polskiego zoologa Władysława Taczanowskiego w 1879. Holotyp pochodził z Huajango (w oryginalnej pracy zapisane jako Guajango) nad rzeką Marañón w Peru, odłowił go Jan Sztolcman w 1878. Ogończyk Taczanowskiego bywał później uznawany za podgatunek ogończyka płowego (S. gujanensis). Monotypowy – nie wyróżnia się podgatunków.

## Morfologia
Długość ciała 14–16 cm; masa ciała 16–17 g. Obie płcie są do siebie podobne. Upierzenie szaro-rude.

## Występowanie i środowisko
Ogończyk Taczanowskiego występuje w suchych obszarach dorzecza rzeki Marañón w północno-zachodnim Peru (region Cajamarca) oraz w rejonie miejscowości Zumba w prowincji Zamora-Chinchipe w skrajnie południowym Ekwadorze.
Zamieszkuje głównie zarośla w lasach liściastych, sporadycznie zasiedlając bardziej wilgotne tereny. Jego występowanie zaobserwowano na wysokościach od 450 do 1800 m n.p.m.

## Status, zagrożenia i ochrona
IUCN od 2012 uznaje ogończyka Taczanowskiego za gatunek krytycznie zagrożony (CR, Critically Endangered); wcześniej, od 2000 był on klasyfikowany jako gatunek narażony (VU, Vulnerable), a od 1988 jako gatunek najmniejszej troski.
Populacja ogończyka Taczanowskiego jest szacowana na 6000 – 15 000 dorosłych osobników. Szacuje się, że populacja systematycznie maleje z powodu zawężania się i zanikania jego naturalnych siedlisk. Spowodowane jest to wylesianiem obszarów jego występowania głównie pod hodowlę bydła i uprawę soi oraz budową sieci dróg i infrastruktury. Szacuje się, że w ciągu tylko trzech generacji (tj. około 11 lat) gatunek utraci ponad 80% swojego habitatu. Ptak ten występuje w pięciu ostojach ptaków IBA: w Peru – Santuario Nacional Tabaconas-Namballe, Chinchipe i Bagua, w Ekwadorze – Palanda i Zumba-Chito.